# Hartmann-Operation

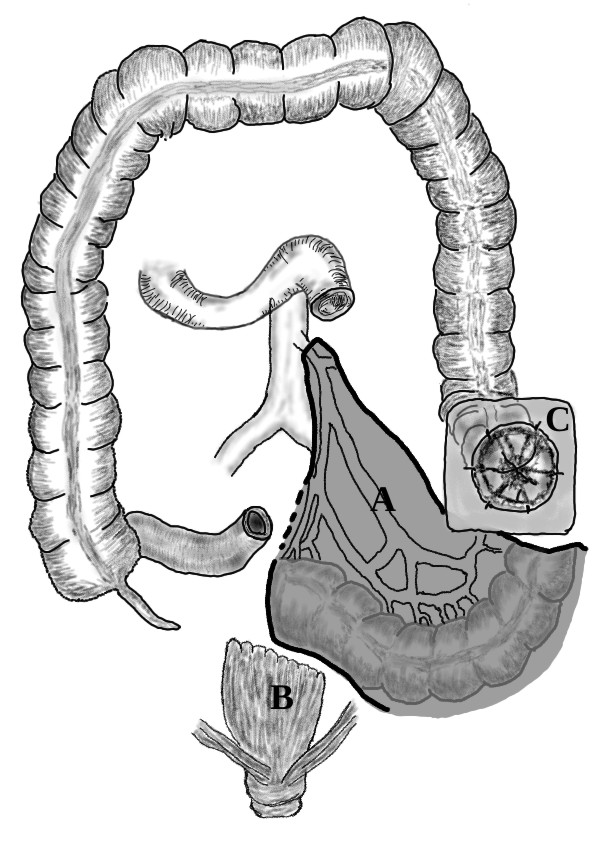
Schematische Darstellung einer Hartmann-Situation nach Hartmann-Operation. A: Operativ entfernter Darmabschnitt. B: Durch Naht blind verschlossener Enddarm. C: Durch die Bauchdecke ausgeleiteter künstlicher Darmausgang (endständiges Colostoma)

Die Hartmann-Operation (Diskontinuitätsresektion nach Hartmann) bezeichnet einen Dickdarmeingriff am Colon sigmoideum, bei dem die Kontinuität des Darmes nach einer Resektion unterbrochen wird. Hierbei wird der Enddarm blind verschlossen und das orale obere Ende als künstlicher Darmausgang aus der Bauchdecke ausgeleitet. Indikationen für eine Hartmann-Operation sind entzündliche Prozesse im Bauch, eine akute Peritonitis oder ein allgemein schlechter Verfassungszustand des Patienten wie Sepsis, schwere Traumata oder Palliativsituationen. Die Hartmann-Operation bietet, verglichen mit einer reanastomosierenden Operationstechnik den Vorteil einer schnelleren und somit patientenschonenderen Operationstechnik. Die durch die Hartmann-Operation geschaffene sogenannte Hartmann-Situation mit Blindverschluss des Enddarms und durch die Bauchdecke ausgeleitetem Colostoma kann grundsätzlich nach Abheilung der akuten Erkrankung in einer weiteren Operation durch Reanastomose wieder behoben werden.

## Indikation
Die primäre Indikation zur Hartmann-Operation ist die akute Sigmadivertikulitis oder Dickdarmperforationen mit begleitender eitriger oder kotiger Peritonitis. Weitere Indikationen sind eine Sepsis mit Kreislaufinstabilität, schwere Abdominaltraumata mit Darmperforation und notwendiger Segmentresektion, Rektumperforationen, zu unsichere Reanastomosierungssituationen nach Entfernung von Tumoren, stenosierende Rektumkarzinome mit begleitendem Ileus, vorbestehende Stuhlinkontinenz und allgemeine Pflegebedürftigkeit und schlechter Allgemeinzustand des Patienten.
Alle Indikationen haben gemeinsam, dass sie auf eine Patientenschonung durch eine verkürzte Operationsdauer bei kritischen Patienten oder der Verminderung von postoperativen Komplikationen wie Anastomoseninsuffizienzen bei Risikopatienten abzielen.

## Operationsverfahren
Bei der Hartmann-Operation wird ein zweizeitiges und ein dreizeitiges Vorgehen unterschieden. Beim dreizeitigen Vorgehen erfolgt als erster Schritt die Anlage eines endständigen Colostomas, der blinde Verschluss des Analstumpfes sowie die Anlage einer Drainage im Bereich der abdominellen Entzündung. Im zweiten Eingriff erfolgt nach Stabilisierung des Patienten die Resektion des betroffenen Darmabschnittes. Nach kompletter Abheilung erfolgt dann in einer dritten Operation die Wiederherstellung der Darmkontinuität mit Rückverlagerung des künstlichen Darmausgangs. Beim zweizeitigen Vorgehen erfolgen die ersten beiden Schritte in einer Operation. Das dreizeitige Vorgehen ist mit einer deutlich höheren Mortalität behaftet als das zweizeitige Vorgehen. Während beim dreizeitigen Vorgehen bis zu 44 % der Patienten versterben, sind es beim zweizeitigen Vorgehen nur bis zu 14 %. Aktuelle Studien zeigen, dass mit Hilfe von moderner Intensivtherapie und schonender OP-Technik die Mortalität in einem einzeitigen Vorgehen mit direkter Reanastomosierung der Darmenden nach Resektion einer Hartmann-Operation überlegen sein können. Dennoch wird für Hochrisikopatienten und Patienten mit einer massiven Peritonitis weiterhin eine Hartmann-Operation empfohlen.
Die Operation kann sowohl minimal-invasiv mittels Laparoskopie als auch offen chirurgisch durchgeführt werden.

## Alternativen
Bei Patienten ohne ausgeprägte Peritonitis oder Sepsis bietet sich ein zeitiges operatives Vorgehen an, bei dem der Dickdarm nach Entfernung des erkrankten Abschnitts wieder anastomosiert wird und zum Schutz und Entlastung der Naht zwecks Heilung ein vorübergehendes doppelläufiges Ileostoma als künstlicher Darmausgang angelegt wird. Dieses kann nach Abheilung der Dickdarmnaht in einer unkomplizierten kleinen Operation zurückverlegt werden.

## Nachbehandlung
Nach Abheilung kann eine Hartmann-Situation etwa 2 bis 6 Monate nach der Erstoperation wieder operativ zurückverlegt werden. Bei 20 % bis 50 % der Patienten mit einer Hartmann-Situation kann diese nicht zurückverlegt werden. Hier ist lebenslang ein künstlicher Darmausgang zu belassen.

## Risiken und Komplikationen
Die Hartmann-Operation bietet im Gegensatz zu kontiuitäterhaltenden Operationen den Vorteil, dass das Risiko von Anastomoseninsuffizienzen vermieden wird. Ein mögliches Risiko ist dafür die Nahtinsuffizienz am Rektumstumpf. Auch ist eine spätere Rückverlagerungs-Operation bei einer Hartmann-Situation mit einer deutlich höheren Morbidität als bei der Rückverlagerung eines doppelläufigen Ileostomas behaftet.
Nach der Operation kann es bei einigen Patienten zu Problemen mit dem künstlichen Darmausgang kommen wie einem Prolaps oder einer Durchblutungsstörung. Weitere Komplikationsmöglichkeiten sind Hernien neben dem Stoma sowie Stenosen oder Hautschäden im Bereich des Stoma.

## Geschichte
Der französische Chirurg Henri Albert Hartmann stellte 1921 auf dem 30. Chirurgenkongress der Association Française de Chirurgie in Strasbourg zwei Fälle von Patienten vor, bei denen er von dem damals üblichen Operationsverfahren für Dickdarmtumore abgewichen war. Bei beiden Patienten lagen stenosierende Sigmakarzinome vor. Hartmann operierte beide Patienten und entfernte die Tumore mit ausreichendem Sicherheitsabstand und den begleitenden Lymphknoten. Im Gegensatz zum damals üblichen Vorgehen führte er jedoch keine anorektale Amputation durch, sondern vernähte den Analstumpf und beließ ihn im Patienten. Die Patienten erholten sich von dieser schonenden Operationsmethode deutlich schneller und zeigten sich 9 und 10 Monate nach der Operation rezidivfrei.